# Journal of the American Academy of Religion
O Journal of the American Academy of Religion (JAAR), originalmente o Journal of the National Association of Biblical Instructors, é um jornal acadêmico revisado por pares publicado pela Oxford University Press em nome da American Academy of Religion (AAR) (em português, tradução livre: Academia Americana de Religião). O JAAR foi estabelecido em 1966 e, como o próprio AAR, enfatiza uma abordagem de estudos religiosos mais inclusivos para a religião (que pode abranger história, filosofia e teologia) em vez de uma abordagem mais restrita enfatizando apenas as ciências sociais.
O periódico está atualmente classificado em 20º no campo de Religião de acordo com o Google Scholar.  O seu fator de impacto é 0,59, e o CiteScore é 1,2, ambos de 2020.

## Publicações selecionadas
- Clark, Kelly James; Barrett, Justin L. Reidian Religious Epistemology and the Cognitive Science of Religion. Journal of the American Academy of Religion. 79: 639–675, 2011. DOI:https://doi.org/10.1093/jaarel/lfr008.
- Campbell, Heidi A. Understanding the Relationship between Religion Online and Offline in a Networked Society. Journal of the American Academy of Religion. 80: 64–93, 2011. DOI:https://doi.org/10.1093/jaarel/lfr008.